# Ashibetsu
Ashibetsu (Japonês: 芦別市; -shi, Ainu: Aspet) é uma cidade japonesa localizada na subprovíncia de Sorachi, na província de Hokkaido.
Em 2003 a cidade tinha uma população estimada em 19 963 habitantes e uma densidade populacional de 23,08 h/km². Tem uma área total de 865,07 km².
A cidade foi fundada a 1 de Abril de 1953.

## Cidade-irmã

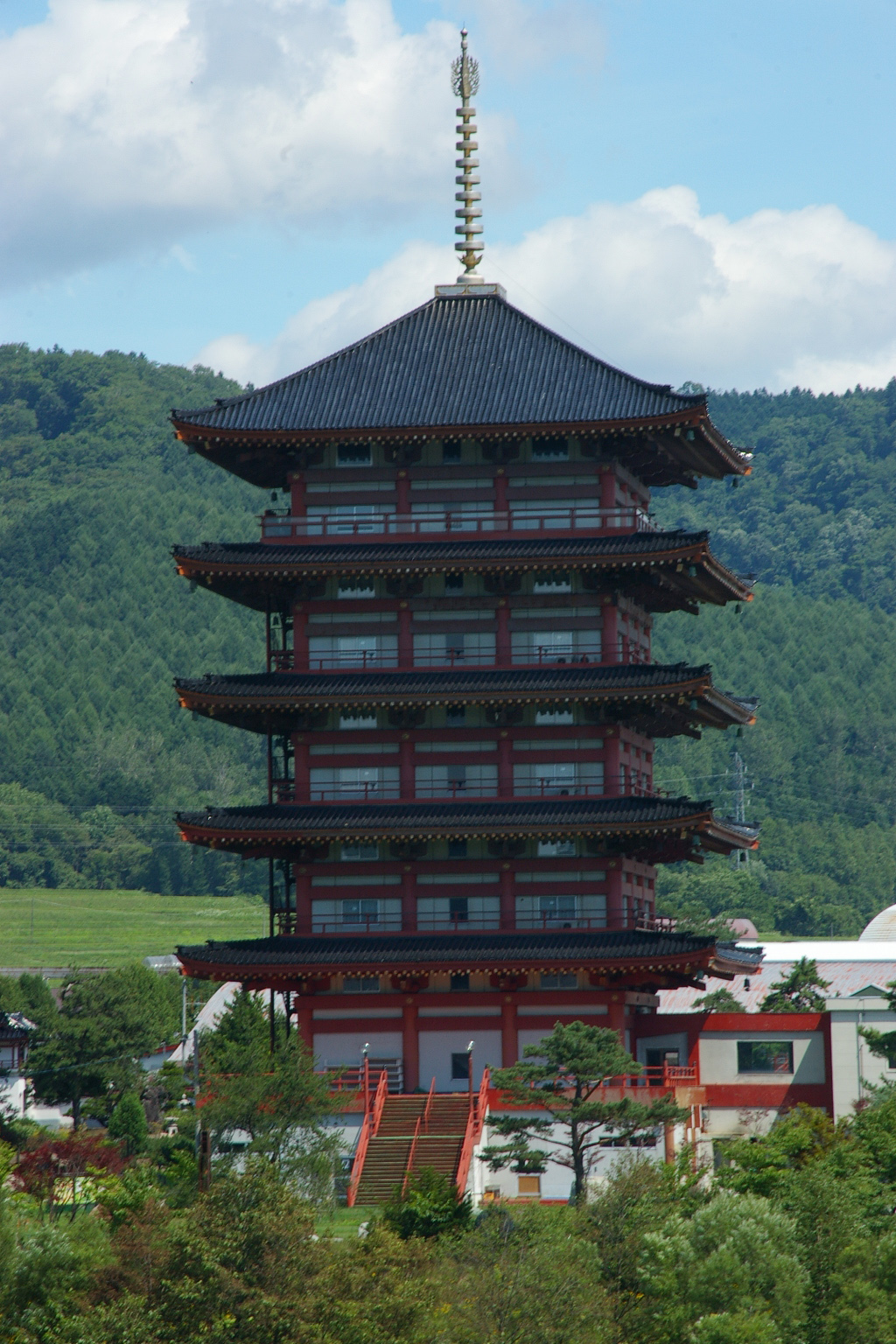

- Charlottetown, Canadá